# Владимир Ђурић Ђура
Владимир Ђурић — Ђура (Београд, 11. септембар 1960), познат под псеудонимом „Ђура Морнар” је српски прозни писац и песник, певач, композитор, новинар, колумниста, блогер, водитељ, драматург, сценариста, глумац, редитељ, предавач, теоретичар уметности и културе, уредник, маркетиншки и медијски стручњак.

## Биографија
У родном граду је похађао основне школе „Жарко Зрењанин”, „Радоје Домановић” и „Дринка Павловић”, као и Пету београдску гимназију. У основној школи је био првак школе у шаху.
Отац, Остоја Ђурић, научни сарадник и доктор наука, једно од великих имена балканске русистике, био је и директор Културне установе „Адрија”. Један део детињства Владимир је провео са оцем путујући по циркусима и луна парковима Југославије, Италије, Аустрије...
Мајка Душанка је професор енглеског језика, а сестра Вида психолог.
Ђурић се са првом супругом Горданом, са којом има сина Јанка, развео 2003. године. Од исте године живи са другом супругом Марином Плетикосић и посинком Николом.

### Високо образовање
Ђурић је апсолвирао 1986. године на одсеку Општа књижевност са теоријом Филолошког факултета Универзитета у Београду.
Паралелно је студирао на катедри драматургије на Факултету драмских уметности, Универзитета уметности у Београду, где је дипломирао 1986. године. Следеће године уписује последипломске студије театрологије, такође на ФДУ.
Почасни је истраживач у области медија и предавач на „Школи словенских и источноевропских студија” (UCL SSEES = School of Slavonic and East European Studies при University College London) у Лондону, 1995 године. Био је стипендиста „Британског савета” (British Council) исте године.

### Уметнички рад 1980-тих
Ђурић је један од и данас активних припадника генерације „Новог таласа” у СФР Југославији. Учесник је и хроничар београдског ноћног живота тог доба.

#### Група „Хероји“
Осамдесетих година Владимир Ђурић био је фронтмен бенда „Хероји”, тада популарног у СФР Југославији. Бенд је настао 1984. године као Ђурићев позоришни арт пројекат, који је у прву поставу окупио колеге музичаре и глумце, да би извели део његове драме „Џет сет”. Пре тога, Ђура је уз Небојшу Поповића био члан неформалне позоришне групе „Невидљиви”, о чему пише у роману „Лондон”. Чланови прве поставе „Хероја” су били Небојша Поповић (виолина и кларинет), Бора Миличић (удараљке), Небојша Голубовић (бас), Никола Диклић (гитара; касније група „Ођила”), Небојша Диклић (бубњеви), Селена Станковић (мини клавијатура Касио) и Ленка Удовички (плес). Бенд први пут наступа на самосталној изложби фотографија Миладина Јеличића Јеле у „Манаковој кући” у Београду 1985. године.
Песме „Ноћу харамо” и „Капетанова кћи” су се високо котирале на београдским радијским демо топ листама Зорана Модлија и Марка Јанковића. Бенд напушта гитариста Никола Диклић, а на његово место долази Александар Марић Шуле, придружује им се и Иван Миновић на клавијатурама.
Први сингл у новој постави „Macho тип”, на ком пратеће вокале пева Вида Златић, објављен је као видео спот 1986. године. Састав се тада комплетно мења, долазе нови чланови: гитариста Владан Аћимовић Аћим, клавијатуриста Миша Савић, басиста Раде Булатовић Чеја и бубњар Ивица Вдовић Вд.
Снимају сингл „Билдер” 1987. године (ПГП РТБ) на ком гостујуће вокале пева Катарина Вешовић. Продукцију и аранжмане урадио је Момчило Бајагић Бајага. Промоцију сингла пратио је по омладинској штампи уметнички манифест „Нуклеарни џез”.
Бенд свира концептуални арт рок сличан оном који је прославио бендове „Козметика”, „Идоли” и „У шкрипцу”.
Ђурић 1986. пише текстове за други албум сарајевске поп певачице Амиле Сулејмановић Игре слободе, као и за београдску групу „Банана”.
Годину дана касније бенду се придружује редитељ Милутин Петровић и снимају сингл „Киза рок” (ПГП РТБ). Спот је проглашен за најбољи на фестивалу музичких визуелних кратких форми у Загребу. Арт акција „Хиљаду омота” за сингл „Киза рок” урађена је у јесен 1987. године. Сваки омот синглице је уникатан, јер је насликан на хепенинг журци „Хероја” у „Београђанци“, где су познате личности цртале омоте. Продајна изложба омота са синглом одржана је у „Срећној новој галерији” Студентског културног центра у Београду. Снимљен је и видео рад о овој уметничкој акцији.
Године 1988. бенд је снимио албум „88” (ПГП) са хитом „Згромићу те ја” у продукцији Момчила Бајагића Бајаге, са гостујућим гитарама Владе Неговановића, усном хармоником Петра Миладиновића — „Пере Џоа” и клавијатурама Александра Локнера. Највеће наступе бенд је имао на Доњем Калемегдану, у београдском СКЦ-у као предгрупа „Партибрејкерсима” и на тргу у Подгорици.
Заједно са бројним бендовима наступили су у хали „Пионир“ 25. маја 1988, на дан прославе „Дана младости”. После смрти легендарног новоталасног бубњара Ивице Вдовића Вда, бенд престаје са радом.

#### Телевизијски рад: Хит месеца и Поповање
Владимир Ђурић и Милутин Петровић студирају Факултет драмских уметности у Београду и припремају сценарије за низ кратких филмова и спотова.
Петровић је ангажован као редитељ емисије „Хит месеца”, а Ђурић ради сценарије, заједно са Златаном Фазлагићем. Поменути трио ради хумористичку емисију „Пиратска телевизија” у стилу Монтипајтоноваца. Са Миланом Делчићем Делчом, Александром Вуловићем и групом „У шкрипцу” Ђурић наступа на „Панфлекс” пројекту.
Од 1989. до 1991. на Југословенској радио-телевизији емитована је емисија о поп култури која се звала „Поповање”. Тадашњи уредник културне редакције Филип Давид, на иницијативу редитеља Милутина Петровића и сценаристе Владимира Ђурића Ђуре дао је дозволу да се ради први магазин о популарној култури у телевизијској форми на овим просторима. Оба аутора су били чланови музичког састава „Хероји”, а претходно су на ЈРТ сарађивали на емисијама „Хит месеца” и ТВ драми „Телефоманија”. Формат који су осмислили звао се „Поповање” и извршни уредник био је Алек Будимлић. У оквиру емисије радиле су се рецензије најновијих филмова, плоча и стрипова, а њих су радили Гордан Пауновић, Драган Амброзић, Бошко Милин, Момчило Рајин Мома, Милан Петровић Тица, Слободан Нешовић Лока, Биљана Србљановић и други. Дела поп културе оцењивани су од једне до пет звездица. Тотал дизајн емисије радила је креаторка Драгана Огњеновић. Емисија је била популарна и цењена у целој Југославији, а у њој су често гостовали и уметници из Загреба и Сарајева. Специјалитет емисије били су поп есеји које су радили Срђан Шапер, Небојша Крстић и Владимир Ђурић Ђура. Ђурићеви видео есеји укључују реп есеј о просветљењу, предавања Џона Кејџа о ничему, предавање о поп перформансу уз гитару, уметност травестије итд.
Од 1985. до 1990. Ђурић ради као новинар, сценариста и уредник у редакцијама за културу и забаву РТБ. Сценариста, редитељ, аутор многих прилога у редакцији за културу ТВ Београд. Режирао је и написао сценарио за полусатну емисију серијала „Необавезно 2” под називом „Младо београдско новинарство”. Редитељ и сценариста бројних прилога емисија Петком у 22, Недеља четвртком, Поповање, Култ, Деведесете, Хит месеца, Нове Вредности.

#### Позориште
Осамдесетих су му изведене две драме: „Бан Страх” у режији Александра Гавриловића, у позоришту „Бошко Буха” 1986., те радио драма „Џет сет”, режија Мирослав Јокић, 1989. године. Глуми у представи „Леворука жена” Петера Хандкеа, у режији Александра Гавриловића 1985. године у београдском СКЦ.
Од 1986. постаје члан председништва Удружења драмских писаца Србије, где добија статус слободног уметника.

### Уметнички рад 1990-их
Деведесетих наставља да ради као хонорарни сарадник емисија културне и забавне редакције Телевизије Београд: „Winer Broker клуб”, „Кристална призма”, „Забавна недеља”, „Поново са вама — Биљана Ристић Шоу”, „Месечев лов — Горан Бреговић”, „Генерација 2000”, „Зора је сванула”, „Нишке филмске свечаности” и јубилеја „Вечерње ревије жеља”. Новинар презентер је поп феномена у емисији „Главни ток”.
Са Душаном Николић, Ђурић је водитељ култне радио емисије „Курс креативног писања”, за коју је добио годишњу награду Радија Б92. Такође је радио водитељ у емисијама „Ђурина Треш листа”, „Речник модерне митологије” (Радио Б92) „Емисија за младе родитеље” (Студио Б) „Пучина” и „Тропикалистички клуб” (Радио Индекс).
У едицији „Прва књига” Матица српска му 1991. године објављује две новеле „Хвалисави роман” & „Супер”.

#### Позориште и телевизија
Ђурић је у 1990-им био најактивнији у позоришту. Режира свој текст „Билијарска прича” у оквиру омнибус представе Београдске приче 1993. године. У представи глуме Владислава Владица Милосављевић, Дубравка Стојановић и Милан „Тица”.
Трупа Кугуарси изводи његову драму Џет сет на Белефу 1993.
Исте године путује у Лондон и Единбург на премијере своје драме „The Games People Play” у извођењу „Import Theatre Company”. Захваљујући доброј рецепцији ове драме Ђурић добија стипендију „Британског савета” за студијско усавршавање Лондону 1995. године у Лондон, где, између осталог, ради радио есеје за BBC World Service.
Урађене су 1994. године две поставке његових дела „Београд ноћу” у оквиру омнибуса „Београдске приче 2”, те „Алиса у земљи чуда” у режији Алисе Стојановић у позоришту „Бошко Буха”.
Године 1996. водитељ је емисије „Квиз познатих” на ТВ Политика. Исте године урађена је поставка драме „Гробље мачака” у Студентском културном центру у Београду, у режији Микија Милутиновића.

#### Музика
Ђурић је урадио самостални музички албум „Београдске маштарије”, на ком су му помогли Младен Арсенијевић Арса и Владан Аћимовић Аћим. Албум је издала кућа „L.V.O. Records” 1994. године, а продуцент је био Бане Мајо (Mayo). У питању је била ауторска музика за документарни филм „Београдске маштарије” у продукцији „Арт канала”, приказан на РТС 1994. године у режији Душана Варде.
Ђурић, са Миланом Делчићем Делчом 1994. године води емисију „Култ детективи” на Арт каналу. Исте године Ђура и Делча глуме музичаре који свирају андрогини техно у култној ТВ серији „Отворена врата”, где певају песме „Заглавио ми се лифт” и „Кад сам била плавуша”.
Након што позоришна група „Кугуарс” 1995. изводи Ђурину драму „Џет сет”, Ђура им пише текст за песму „Дејо мајсторе” за представу „Смешна страна музике” која постаје национални хит.
По повратку из Лондона, Ђурић је 1995. године основао музички састав „Ђура и Морнари”. У првој постави су свирали Младен Арсенијевић Арса (гитаре), Радован Поповић (саксофон), Горан Ракочевић Кики (бас), Ратко Љубичић Рале (бубњеви) и специјални гост на хармоници Миливоје Петровић — „Мишко Плави“.
Музика са албума Медитеран 1997. године, издатог за ПГП РТС коришћена је у радио драми „Балада о унутрашњем мору” Радио Београда. Учествује као рецитатор на арт пројекту „Aqua” психоделичног рокера Банета Маја (Mayo).

#### Књиге и периодика
Збирка прича Ђурине смешне приче излази 1997. године у издању „Беографита”. Прво издање романа Лондон објављено је у издању „Esotheria” 1998. године. Исте године излази књига есеја Митологије Техносвета.
Пише есеје и новинске текстове за Етерну, New Moment, Кошаву, Театрон, Северни зид, Критика Етц, Време забаве, Дневни телеграф (колумна „Виртуални водич”), Репортер (колумна — Свакодневна киберсфера и Тренд), News магазин (колумна „ТВ феномени”), Блиц (колумне „Речник скривене културе” и „Помодарије”)...

### Уметнички рад у 21. веку

#### Оснивање српског тропикализма
Тропикализам је уметничко-авангардни покрет са српском верзијом од 2000. године. Као покрет, тропикализам има корене у Бразилу средином 1960-их година али се искључиво односио на нову музику коју изводе уметници као што су Каетано Велосо или Хорхе Бен. Према њиховим речима, неговали су јединствен ментални став према животу — хедонистичко уживање у различитости.
Ослањајући се на идеје бразилских тропикалиста, српски тропикалисти објавили су свој манифест у 2000. години. Оснивачи српског тропикализма су Владимир Ђурић Ђура, Ненад Сурла Суки, Александар Кисић Киса и Младен Арсенијевић Арса. Они су истовремено оснивачи невладиног удружења „Ecologia Urbana” које се бави одрживим развојем и заштитом животне средине. Ђурић и Арсенијевић су исте године снимили компакт диск и аудио касету Тропикализам са својим бендом „Ђура и Морнари”. Они су били музичка позадина сваког тропикалистичког догађаја, укључујући концептуалне арт наступе у клубовима (Клуб „Бус” и клуб „Фест”). Покрет је ширен и кроз позоришне и концертне перформансе („Барутана” и Дом омладине Београда), затим Малу књигу тропикализма, са манифестом покрета на четири језика.
Уводни догађај у клубу „Бус” у Београду у септембру 2000. представио је музику и манифест тропикализма. Прве поклон радове за „Музеј Тропикализма” на концерту дали су уметници Предраг Нешковић и Драган Папић. На другом дешавању у „клубу Бус” у октобру 2000. присутни су примани у чланство Тропикалистичког клуба. Трећи догађај је била представа „Зима, зима, е па шта” одржан у београдском Дому омладине у новембру 2000. Тада је представљен Тропикалистички календар са 17 месеци и тропикалистички хороскоп са 17 знакова. Невладина организација „Ecologia Urbana”, као званично промотивно тело тропикализма, основана је 19. децембра 2000, на празник Св. Николе, заштитника морнара.
„Ecologia Urbana” је представила пројекат „Тропикализма” на регионалној конференцији на РЕРеП за Балкан у Београду у јануару 2001, а у фебруару је почет недељни шоу „Тропикалистички клуб” на београдском Радио Индексу. У интерактивном живом радио програму обрађене су тзв. тропикалистичке теме: „Величина ничега”, „Коначност бесконачног”, „Социологија грудњака”, „Улога коктела у Тропикализму”, „Улога Пекиншких патки у историји цивилизације”, „Тајна округлих пирамида”, „Нимфоманија — поремећај или божански дар”, „Кремације или традиционалне сахране”, „Значај Бонсаија за Тропикализам”, „Сврха комараца”, „Веронаука — да или не”, „Печурке и гљиве”, „Парфеми и прекршаји мириса”, „Нове методе депилације” итд.
Тропикалисти су учествовали на манифестацији „Ал је леп овај свет”, поводом Дана планете Земље (април 2001) пуштајући змајеве и читајући песме Јована Јовановића Змаја. „Ecologia Urbana” је учествовала у организацији догађаја на калемегданском платоу испред Београдског победника. У јуну 2001, издају еколошку брошуру која садржи Архуску конвенцију, пројекат заштите животне средине, поезију и Тропикалистички хороскоп. Летак је дистрибуиран на Светски дан заштите животне средине у Кнез Михаиловој улици у Београду. Тропикалисти учествују на интернационалном еколошком семинару у Берлину, Паризу и Београду.
Тропикалисти у септембру 2001. учествују у првој међународној конференцији о стању животне средине за опоравак Југославије (ЕНРИ 2001) на три начина: мултимедијална презентација тропикализма, изложба фотографија „Проблеми локалне загађења заједнице” и живо музичко предавање уз музику „Ђура и Морнари”.
Тропикализам је имао свој радијски програм „Пучина” на Радио Индексу, као и тропикалистичка телевизијска остварења 2001-2002. у продукцији  РТС. „Тропикализам шоу” снимљен је 2001. године, у режији Мишка Миливојевића. Тропикалистичка теленовела „Зима у El Ranchu” има осам полусатних епизода у режији Петра Станојловића. Серија никад није емитована. На другом програму РТС, као део новогодишњег програма (2002) приказана је специјална тропикалистичка емисија „Зима у селу Завлака” у режији Петра Станојловића.

#### Музика
Са бендом „Ђура и Морнари”, Ђурић је наступао на концертима у Србији, као и на фестивалима: „Вест Ритам Фестивалу” 1999. у београдском Сава центру (када је свирао и бенд „Кубанизмо” са Кубе); Зрењанинским данима пива 2003; „Beer Fest” 2007. у Београду; те као предгрупа загребачком бенду „Кубизмо” на „Алтер глоб фесту” 2007. у београдском СКЦ.
Ђурић је 2002. године написао текстове за соло албум Тине Миливојевић Успаванка за бебе.
„Ђура и Морнари” направили су химну Београдског маратона „Трчи трчи Београде” и наступили на манифестацији „Маратон над Београдом” 2003. године. У новој постави бенда од 2007. године, били су Милан Милосављевић Бурда (клавијатуре), Зоран Анић Киза, (гитара), Ивица Дувњак (гитара), Душан Милованић Дуле (хармоника) и Дејан Савић (ђембе).
Од тада са Миланом Милосављевић Бурдом, као ко-композитором и аранжером, Ђурић прави бројне песме. Неке од њих снимају певачи Ћира („Феноменоменално”, „Дођи да ти дам”), Жељко Самарџић („Очи боје дима”), Неда Украден („Марибор”), као и група „Фламингоси” („Лумперај”). Пољска певачица Тереза Вернер (Teresa Werner) снима њихову песму „Ja Ci Dam”, а „Феноменално” снима Златко Пејаковић у Хрватској. Са Миланом Бурдом као продуцентом и аранжером, Ђурић је снимио албум „Летња тераса” у студију „Пинк” за „City records”. Бенд је снимио компилацију „Хитови” 2010. године за „City records”.
Од 2011. године у постави су Борис Ђурић (бас), Радивоје Рале Бојановски (гитара), Дејан Ресановић Деки (хармоника) и Никола Ђокић (бубњеви), касније на бубњевима Ненад Ђорђевић. Као специјални гости ту су Срђан Танасковић Срки (клавијатуре) и Милош Ђурић Вуди (тимбалеси).
Албум „Алегриа” излази за „Multimedia Records” 2014. године. На њему су дуети са Ђорђем Марјановићем („Марина”), Биљом Крстић („Алегриа”) и Инспектором Блажом („Текила Мексико”). Године 2016. направили су кабаре представу „На мору љубави” у сарадњи са глумцем Предрагом Пеђом Милојевићем.
„Ђура и морнари” снимили су са тамбурашким ансамблом „Војвођански сан” етно албум Нове градске песме 2017 године, у аранжманима које су урадили Љубинко Лазић и Стефан Фукс. Албум је издала „Multimedia Records”. Исте године Ђурић наступа на фестивалу „Пролеће у Београду” са песмом „Фуруна”. Ђура и Бурда су током 2018. и 2019. наступали на значајним фестивалима тамбурашке музике у Панчеву и Новом Саду са оркестром „Војвођански сан”, те на концерту у Инђији са тамбурашким оркестром Љубинка Лазића.
Такође, Ђурић и Бурда су урадили заједно музику за представу Жена мога мужа, као и  ТВ серије „Кад на врби роди грожђе”, „Солун 100 година после”, „Староградски бисери”, „Тајне службе Србије” и „Јованка Броз и тајне службе”.
Средином 2019. направљен је „Ђура и морнари” акустик бенд који изводи углавном баладе. Поставу чине Владимир Ђурић, Милан Милосављевић, Зоран Анић и Ненад Љубеновић. Бенд „Ђура и морнари” најавио је нови албум промо песмом „Београдски победник” за коју је снимио спот.
Бенд „Ђура и морнари” објављују 2021. четврти албум под називом Море, оглашен као „музика за душу, радост и тугу”. Аутори песама су и овог пута Владимир Ђурић Ђура и Милан Милосављевић Бурда.

#### Остало на филму и ТВ
Осим поменутих тропикалистичких ТВ остварења, Ђурић је био водитељ емисије са Александром Јовановићем „Странци у ноћи” (ТВ Пинк), те емисије „Пролећни курс поп културе” (ТВ Метрополис).
Године 2004. глумио је трансвестита у филму Срђана Кољевића „Сиви камион црвене боје”.

#### Књиге и периодика
Ђурић је у 21. веку објавио велики број књига есеја, публицистичких издања, три романа и збирку песама. Ту су: Изабране песме, Београдске маштарије, Гламур и езотерија, Каталог новог света, Окултура, Никола Тесла, Трећи рајх и ванземаљци, Атлас бизарне географије, Водич кроз Нови талас, Поезија и суштина, Здравко Чолић — ватра љубави.
Романи су: Лондон, Београд без сна и Циганска страст. По серијалу књига „Староградски бисери” рађена је ТВ серија.
Ту су још „Смешна књига за децу” и колумна „Cooltura” у City Магазину. Приређивач је и уредник бројних киоск издања за „Блиц”, као и креативни уредник магазина Тренд Ин и Мелем. Од 2003. године до 2015. запошљава се за стално као уредник забавне рубрике дневног листа Блиц.

### Медијски експерт
Ђурић је од 2016. до 2018. био је медијски консултант „Канцеларије за људска и мањинска права” Владе Републике Србије.
Од 2019. бави се као предузетник пословима односа са јавношћу. Консултант је и сарадник бизнис, маркетиншких и медијских кућа „Спектра”, „Афирма”, „Motion Avenue Balkans”, „Ведута”, „Arts and Crafts”, „МТК Старс”, МТС, СОКОЈ, ОФПС, Клиника „Др Гифинг”, ФМН Крагујевац, „Центросцена”, „Sky music”, „Студио Берар”, „Gane Factory”, „Music Star production”, „ТВ Пинк”, „Гранд продукција”, „Голд продукција”, „Hi-Fi Centar”, „Metropolis Records”, „Multimedia Records”, „Fantom production”, „Артимедиа”, „TV Happy”, „ТВ Метрополис”, „Танграм центар”, „I&F McCann Београд” и друге.
Сарадник је на пројектима „Лепа Србија” и „Београд, град тајни”.

### Професионална чланства
Члан је председништва Удружења драмских писаца Србије у више наврата и од 2022. актуелни потпредседник. Члан је редакције антологија „Савремена српска драма”.
Члан је удружења композитора Србије. Члан је надзорног одбора Организације произвођача фонограма Србије (ОФПС).

## Опус

### Телевизија и видео
- Београдско младо новинарство (45'), режија Владимир Ђурић, емисија „Необавезно”, РТС, 1983.
- Дијалози Ввденског, режија В. Ђурић, емисија „Петком у 22”, РТС, 1984.
- Коста Бунушевац чисти град, режија В. Ђурић, „Петком у 22”, РТС, 1984.
- Недеља четвртком — видео есеји (Киосци, Аутомати за забаву, Агресивна рекламократија, феномен Твин Пикс, Иги Поп, Честитке, Библиотеке итд.), режија Мира Кесер и Радивоје Андрић, РТС 1, 1984-1985.
- Нове вредности 1 (уметност и ескапизам), режија Предраг Милиновић, РТС 1, 1985.
- Нове вредности 2 (уметност ружног), режија Предраг Милиновић, РТС 1, 1985.
- Телефоманија (55'), режија Милутин Петровић, РТС, 1986.
- Поповање (видео есеји: Енди Ворхол, Поп митологија, Смисао попа, Поп рок перформанс, Предавање о ничему Џона Кејџа, Видео есеј о смеху, Уметност травестије, Уметност Трача, Реп есеј о просветљењу, Жеља да будеш Американац), режија Милутин Петровић, РТС, 1989-1991.
- Коју игру играш (70'), режија Душан Варда, 1992, РТС.
- Девојчица која се никада није смејала (35'), режија Драган Веселиновић,1994, РТС
- Култ детективи (серија), режија Марко Ђермановић, 1995, Арт ТВ.
- Београдске Маштарије (60'), режија Душан Варда, 1995, Арт ТВ — РТС
- Тропикализам (60), режија Мишко Мишковић, РТС 1, 2000
- Зима у селу Завлака (тропикалистичка новогодишња теленовела), режија Петар Станојловић, РТС 1, 2001.
- Зима у El Ranchu (тропикалистичке теленовеле), режија Петар Станојловић РТС 1, 2002

### Књижевни прилози у периодици
Ђурић је објавио бројне песме и кратке приче у периодици: Студент, НОН, Књижевна реч, Поља, Талас, Реч, Северни Бункер, Беорама („Ђурино смешно ћоше”), Школарац („Љубав у 100 лекција”)...

### Књиге
- Хвалисави роман & Супер, Матица српска, едиција „Прва књига”, Нови Сад, 1991.
- „Град”, Сцена, Нови Сад, 1991.
- „The City”, Scena, English Issue 15, 1995.
- „In/Out”, Театрон 94, Београд, 1996.
- Ђурине смешне приче, Беографити, Београд, 1997.
- „Гробље мачака”, антологија Савремена српска драма, 1, Удружење драмских писаца Србије и Музеј позоришне уметности Србије, 1998. Такође: Пројекат Растко: Савремена српска драма.
- Лондон, Езотерија, Београд, 1998.
- Митологије Техносвета, СКЦ, Београд, 1998.
- „Као божанствена комунистичка комедија”, антологија Савремена српска драма, 8, Удружење драмских писаца Србије и Музеј позоришне уметности Србије, 2000. Такође: Пројекат Растко: Савремена српска драма.
- Гуруи дигиталне пустаре — антологија киберпанк текстова, заједно са Дејаном Д. Марковићем, Моно и Мањана, Београд, 2000.
- „Коју игру играш?”, антологија Савремена српска драма, 12, Удружење драмских писаца Србије и Музеј позоришне уметности Србије, 2001. Такође: Пројекат Растко: Савремена српска драма.
- Песме из стомака народа — антологија турбо фолка, заједно са Гораном Тарлаћем, СКЦ, Београд, 2002.
- Мала књига Тропикализма (енглески, шпански, француски, немачки), коаутор са Ненадом Сурлом Сукијем, Александром Кисићем Кисом и Младеном Арсенијевићем Арсом, самостално издање Магнус & Ecologia Urbana, 2002.
- Изабране љубавне песме, Моно и Мањана, 2002.
- Београдске маштарије, Ведута, 2003.
- Гламур и езотерија, Неа, 2003.
- „Бан Страх”, антологија Савремена српска драма, 19, Удружење драмских писаца Србије и Музеј позоришне уметности Србије, 2004. Такође: Пројекат Растко: Савремена српска драма.
- Никола Тесла, чаробњак електрицитета, стрип / графички роман, цртач Драган Пауновић, Поп култ, 2007.
- Каталог новог света, Службени гласник, 2010.
- Окултура, Admiral books, 2013.
- Здравко Чолић — ватра љубави, Блиц, 2014.
- Никола Тесла, Трећи рајх и ванземаљци, Службени гласник, Златна едиција, 2015.
- Атлас бизарне географије, Службени гласник, Златна едиција, 2015.
- Водич кроз нови талас у СФРЈ, Службени гласник, Златна едиција, 2016.
- Староградски бисери, како су настале чувене песме 1-5, Hi-Fi Music, 2017.
- Песме из Србије, Hi-Fi Music, 2017.
- Београд без сна, Лагуна, 2017
- Смешна књига за децу, Блиц, 2017.
- Лондон, Лагуна, 2018.
- Поезија и суштина, Просвета, 2019.
- Циганска страст, Блиц, 2019
- Речник поп икона, Службени гласник, Златна едиција, 2022.
- Речник јунака поп културе, Службени гласник, Златна едиција, 2022.

### Заступљен у антологијама
- Ослушкивање тишине, антологија, Досије, Београд, 1989. („Black Magic Woman”)
- Откуцаји пешчаног сата, антологија, Досије, Београд, 1990. („Необјављена прича Настасје Кински”)
- Гуруи дигиталне пустаре, са Дејаном Д. Марковићем, Моно и Мањана прес, 2000.
- Песме из стомака народа, антологија турбо фолка, са Гораном Тарлаћем, СКЦ, 2001.
- Мала књига Тропикализма, самиздат, 2001.
- Мелем, Блиц, 2022.

### Музичка издања
- Билдер — Хероји (сингл плоча), Продукција грамофонских плоча Радио телевизије Београд (ПГП РТБ), 1986.
- Киза рок — Хероји, ПГП РТБ (сингл плоча), 1987.
- 88 — Хероји, ПГП РТБ (LP и MC), 1988.
- Маштарије — Владимир Ђурић Ђура, L.V.O. Records (MC),1995.
- Медитеран — Ђура и Морнари, ПГП РТС (MC и CD), 1997.
- The best of Đura — Владимир Ђурић Ђура, Gima records (MC и CD), 1998.
- Tropikalizam — Đura i mornari, Biveco Records (MC и CD), 2000.
- Успаванка за бебе — Тина Миливојевић, ПГП РТС, 2002.
- Летња тераса — Ђура Морнар, City Records, 2007.
- Хитови — Ђура и Морнари, City Records, 2010.
- Алегриа — Ђура и Морнари, Multimedia Music, City Records, 2014.
- Нове градске песме — Ђура и Морнари плус Војвођански сан, Multimedia Music, 2017.
- Море — Ђура и Морнари, Multimedia Music, 2021.

### Музика за ТВ серије
Ђурић је са Миланом Милосављевићем Бурдом био аутор музике за ТВ серије:
- „Кад на врби роди грожђе”, ТВ Пинк, 2009.
- „Србија 100 година после Солуна”, ТВ Војводина, 2018.
- „Староградски бисери”, ТВ Војводина, 2019.
- „Тајне службе Србије”, РТС, 2021.
- „Јованка Броз и тајне службе”, РТС, 2021.

### Изведене позоришне и радио драме
- Бан Страх, позориште „Бошко Буха”, режија Александар Гавриловић, 1985.
- Џет сет, радио драма, Драмски програм Радио Београда, режија Мирослав Јокић, 1989.
- Games People Play, Import Theatre Company, Лондон, 1993.
- Београдске приче 1 (Billiard Story), Сцена СКЦ, Студентски културни центар, Београд, режија Владимир Ђурић Ђура, 1993.
- Београдске приче 2 (Belgrade by night), Сцена СКЦ, Студентски културни центар, Београд, режија Мики Милутиновић, 1994.
- Алиса у земљи чуда, Позориште „Бошко Буха”, Београд, режија Алиса Стојановић, 1994.
- Џет сет, Мало позориште „Душко Радовић”, Београд, Трупа „Т Кугуар“, режија Саша Б. Латиновић, 1994.
- Гробље мачака, Сцена СКЦ, Београд, режија Мики Милутиновић, 1996.
- In/Out, Летња сцена Капетан Мишино здање, Београдски летњи фестивал (БЕЛЕФ), Београд, режија Ирена Ристић, 1997.
- Балада о унутрашњем мору, радио драма, Драмски програм радио Београда, режија Бода Марковић, 1997.
- Гробље мачака, Позориште Дадов, Београд, режија Мики Милутиновић, 1999.
- Коју игру играш, Позориште Дадов, Београд, Предраг Стојменовић, 2004.
- Телефоманија, Радио Београд, РТС, редитељ Зоран Рангелов, 2008.
- Katero igro igraš, Први програм Радио Словеније, режија Игор Ликар, 2010.
- Коју игру играш, Мадленианум, Земун, режија Дејан Јанковић, 2017.
- Панонија, Радио Београд 2 РТС, режија Саша Латиновић, 2017.